# Mutisia mandoniana
Mutisia mandoniana là một loài thực vật có hoa trong họ Cúc. Loài này được Wedd. ex Cabrera mô tả khoa học đầu tiên năm 1966.